# My Heaven Is Your Hell
My Heaven Is Your Hell (рус. Мой рай — твой ад) — первый сингл финской группы Lordi из альбома The Monsterican Dream, выпущенный 31 марта 2004 года лейблом Sony BMG. Было выпущено 800 копий. 600 копий сингла содержат в буклете автографы каждого из участников группы.

## Список композиций
1. «My Heaven Is Your Hell» (3:48)
2. «Wake The Snake» (3:46)

## Участники записи
- Mr. Lordi — вокал
- Amen — гитара
- Kalma — бас-гитара
- Enary — клавишные
- Kita — ударные

## Позиции в чартах
| Год  | Чарт  | Неделя | Позиция |
| ---- | ----- | ------ | ------- |
| 2004 | Top20 | 15     | 1       |
| 2004 | Top20 | 16     | 4       |
| 2004 | Top20 | 17     | 8       |
| 2004 | Top20 | 18     | 15      |